# Novum Organum
Il Novum Organum o Novum Organum Scientiarum (trad. "Nuovo Strumento") è l'opera principale del filosofo britannico Francesco Bacone, il quale concepiva la scienza come tecnica capace di dare all'uomo il dominio del mondo naturale.

## Contenuto
Il Novum Organum tratta della logica del procedimento tecnico-scientifico, una logica da contrapporre a quella aristotelica (Organon era il titolo dato all'insieme delle opere logiche di Aristotele), buona, per Bacone, solo per le dispute verbali. Ad Aristotele Bacone rimprovera di aver trascurato la logica dell'induzione, ossia il percorso dall'esperienza sensibile, che è sempre di oggetti individuali, ad una conoscenza generale.
È necessario che l'intelligenza umana si appropri di strumenti efficaci per asservire la natura. Questi strumenti sono gli esperimenti che interpretano e danno forma ai dati dell'esperienza sensibile. Prima però bisogna liberarsi da quei pregiudizi che ostacolano un'azione libera e nuova (pars destruens). I pregiudizi sono "idoli" (idòla). 
- Gli “idoli della tribù” (idola tribus) sono i pregiudizi comuni a tutto il genere umano;
- Gli “idoli della spelonca” (idola specus) dipendono dall'educazione e dalle abitudini di ciascuno;
- Gli “idoli della piazza” (idola fori) sono i pregiudizi che derivano dal linguaggio;
- Gli “idoli del teatro”(idola theatri)  sono quelli che derivano dalle false filosofie e sono vere e proprie favole messe in scena.

La teoria dei pregiudizi (idòla) costituisce la parte distruttiva e critica dell’Organum. 
La parte costruttiva riguarda il modo in cui deve essere organizzata l'esperienza (pars construens). È un discorso sul metodo. La via maestra è l'induzione. Per organizzare e interpretare i dati dell'esperienza (per fare cioè esperimenti) Bacone escogita la “teoria delle tre tavole” (tre registri, tre quaderni ecc.): 
- nella prima tavola, la tavola della presenza, il ricercatore appunterà i casi in cui si trova la natura che si vuole prendere in esame (es. il calore);
- nella seconda tavola, la tavola dell'assenza, si prenderà nota della assenza della natura cercata quando ci si poteva aspettare di trovarla (es. i raggi del sole sono caldi, mi aspetto che tutti i raggi siano caldi; ma i raggi della luna sono freddi; per cui i raggi del sole vanno segnalati nella tavola della presenza, invece i raggi della luna andranno annotati nella seconda tavola);
- nella terza tavola, la tavola dei gradi si segnaleranno i casi in cui la natura cercata appare secondo differenti gradi d'intensità.

A partire da questa raccolta si sviluppa l'induzione: confronto i vari casi, li interpreto, costruisco una prima ipotesi, e sulla base di questa procedo con esperimenti ed accertamenti. Dopo un lungo lavoro arrivo all'ipotesi cruciale la cui verifica mi chiarirà la causa e la natura del fenomeno in esame. Meta della ricerca scientifica è infatti, per Bacone, la conoscenza delle cause ("scire est scire per causas") con l'obbiettivo di dominare la natura: conoscendo le cause di un fenomeno è infatti possibile riprodurlo o impedirlo a piacimento. 
Bacone cercava la natura delle cose, la loro sostanza, l'essenza delle cose, ma la scienza moderna (da Galilei in poi) non si occupa tanto della natura delle cose quanto dei rapporti che intercorrono tra esse o all'interno della loro struttura. Una Scienza di relazioni logico-matematiche e non di sostanze. Nelle scienze naturali però, l'armamentario baconiano, suggerisce una strategia osservativa paziente e attenta. Charles Darwin sarà debitore di Bacone per le sue ricerche empiriche sull'origine delle specie.